# Léon Roquebert
Pour les articles homonymes, voir Roquebert.
Jean-Jacques Léon Roquebert, né le 21 décembre 1880 dans le 8e arrondissement de Paris et mort le 21 mars 1963 à Neuilly-sur-Seine, est un ingénieur de marine français, considéré comme le père de la flotte sous-marine française de l'Entre-deux-guerres.

## Biographie
Il entre à l'École polytechnique en octobre 1899 et choisit le génie maritime. Ingénieur de 3e classe (octobre 1901), il est nommé à l'arsenal de Cherbourg où il travaille sur des torpilleurs avant de se spécialiser dans les sous-marins. 
Ingénieur de 1re classe (novembre 1906), il devient ingénieur principal en août 1914 et est affecté au Service technique des constructions navales à la section des sous-marins (1916) dont il prend ensuite le commandement. Après la Première Guerre mondiale, il analyse la reconstitution de la flotte sous-marine et crée ainsi la planification de la majeure partie des bâtiments de ce type qui seront en service en 1939 : les Requin, Redoutable, les mouilleurs de mines types Rubis, les Minerve etc. qui se distinguent par leur tenue de mer remarquable, leur plongée rapide et leur robustesse. 
Ingénieur en chef de 1re classe (janvier 1925), directeur des constructions navales à Lorient (1933), ingénieur général de 2e classe (avril 1935), directeur des constructions navales à Brest (1936), il apporte le perfectionnement final du cuirassé Richelieu, opérationnel dès juin 1940. 
À partir de septembre 1939, à l'arsenal de Brest, il s'occupe activement de l'armement de la flotte auxiliaire, de l'entretien et des réparations de l'escadre de l'Atlantique et aux préparatifs de l'expédition de Norvège. En novembre 1939, il est nommé ingénieur général de 1re classe et demeure à Brest au moment de la défaite de juin 1940 où il s'oppose vivement aux exigences de l'Allemagne. 
Fait prisonnier en septembre 1940, il est libéré sur intervention du gouvernement. Inspecteur général des constructions navales à l'amirauté, il est mis en retrait en décembre 1942.

## Récompenses et distinctions
- Officier (29 juin 1923)[3] puis Commandeur de la Légion d'Honneur[4].